# Отрыв (велоспорт)
Отрыв в велоспорте — это уход вперёд по дистанции гонки малочисленной группы велогонщиков (отрыва) от основной группы (пелотона). Цель отрыва — получить преимущество, например, побороться за победу на этапе, заработать звание самого агрессивного гонщика, собрать очки на промежуточных финишах.
За счёт небольшого числа участников отрыв обладает лучшей манёвренностью, и в нём легче организовать работу сменами. Но велогонщики в отрыве тратят больше сил и заметно устают к концу этапа.

## Виды
- Одиночный отрыв — гонщик уходит вперёд, но нередко его отрыв нейтрализует большая группа. Однако есть случаи, когда многокилометровый отрыв бывает успешным.
- Отрыв группы — участники отрыва попеременно меняются, друг друга «везут» гонщики из разных команд[2].

## Тактика
Некоторые особенности тактики выхода в отрыв:
- Занимать правильную позицию — ехать как можно ближе к передней части группы, чтобы не быть недостаточно близко от того, кого нужно обгонять[3].
- Оценивать ситуацию вокруг — определять, кто представляет собой наиболее опасного соперника, как далеко находятся гонщики, следующие за группой отрыва, и как она на это реагирует.
- Использовать ускорение — например, разгон чуть сзади группы по верху виража (вне поля зрения лидеров гонки) с последующим рывком, используя высоту виража.
- Объединять усилия — гонщик, претендующий на высокие места в какой-либо классификации, может договориться с одним из спортсменов, чтобы объединить усилия в отрыве.

## Правила
В велоспорте отрыв может регулироваться, например:
- В многодневных гонках — время, рассчитываемое с учётом времени первого гонщика, пересекшего линию в каждый день, затем отсчитывается с учётом отрывов от победителя дня.
- В гонках по очкам — успешные отрывы часто совершаются после промежуточного финиша, когда группа гонщиков растягивается, и лидеры, утомлённые борьбой на очередном промежуточном финише, не могут активно противостоять попытке создать дистанционное преимущество.